# Im schönsten Wiesengrunde

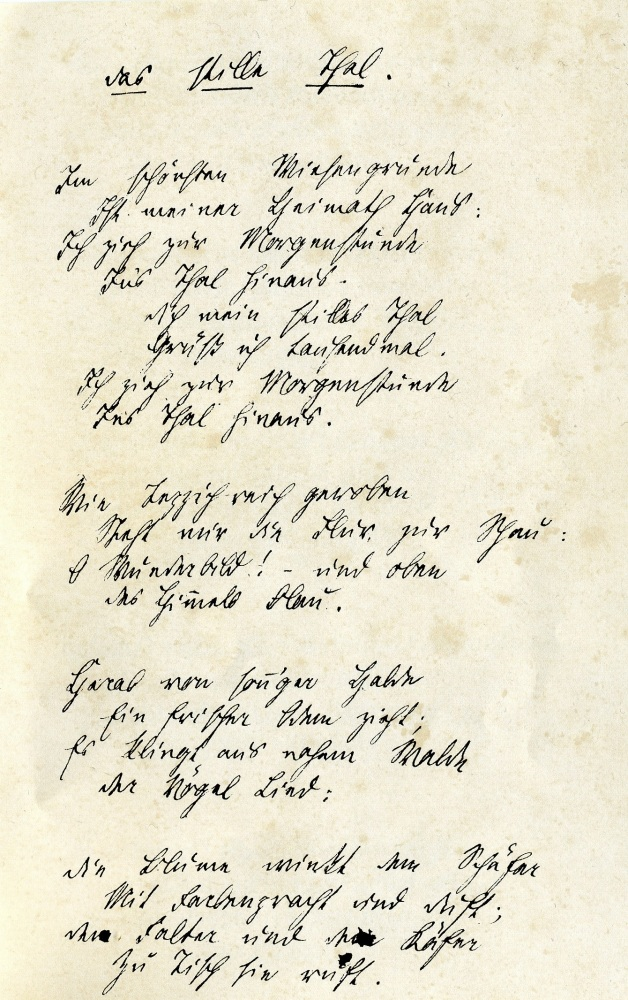
Teil der Handschrift Ganzhorns Das stille Tal von Nov. 1851

Im schönsten Wiesengrunde ist der Titel eines deutschen Volkslieds. Den Text verfasste Wilhelm Ganzhorn 1851 zur Melodie des Volksliedes Drei Lilien. Er besteht aus 13 Strophen und wurde zunächst unter dem Titel Das stille Tal niedergeschrieben. Seine Erstveröffentlichung erfuhr das Lied 1854 in einer dreistrophigen Fassung, 1876 dann mit allen Strophen unter dem Titel Im schönsten Wiesengrunde.

## Melodie und Text
Von den 13 Strophen werden gewöhnlich nur die erste und die beiden letzten Strophen gesungen, hier in der Urfassung Ganzhorns:
1.

Im schönsten Wiesengrunde

   Ist meiner Heimath Haus;

Ich zog zur Morgenstunde

   Ins Thal hinaus.

      Dich mein stilles Thal

      Grüß ich tausendmal!

   Ich zog zur Morgenstunde

         Ins Thal hinaus.

12.

Müßt’ aus dem Thal ich scheiden,

   Wo alles Lust und Klang,

– Das wär mein herbstes Leiden

   Mein letzter Gang.

13.

Sterb ich – in Thales Grunde

   Will ich begraben sein;

Singt mir zur letzten Stunde

   Beim Abendschein:

      Dir mein stilles Thal,

      Gruß zum letzten Mal!

   Singt mir zur letzten Stunde

         Beim Abendschein.
Vom Liedtext sind zwei Original-Handschriften Ganzhorns erhalten; die erste von November 1851 (siehe Bild). In der zweiten Fassung von 1852 hat Ganzhorn selbst einige Stellen geringfügig geändert, so dass es keine einheitliche Version des Liedtextes gibt.
Das Gedicht wurde zur Melodie des Liedes Drei Lilien, drei Lilien, die pflanzt ich auf mein Grab geschrieben. Der Gedichttext hatte ursprünglich den Titel Das stille Tal und erschien bereits 1854 mit Noten und drei Strophen in der Liedersammlung für die Schule von J. Chr. Weeber und Friedrich Krauß ohne Nennung des Textdichters. In der Folgezeit wurde es in verschiedenen Liederbüchern veröffentlicht und verbreitete sich rasch im deutschsprachigen Raum. 1876 erhielt es bei der ersten vollständigen Wiedergabe der 13 Strophen mit Angabe des Verfassers den Titel Im schönsten Wiesengrunde.
Auch in den ehemaligen deutschen Kolonien wurde das Lied bekannt. Seine Melodie liegt Gi Talo Gi Halom Tasi zugrunde, das 1996 zur Nationalhymne des Commonwealth der Nördlichen Marianen erklärt wurde.

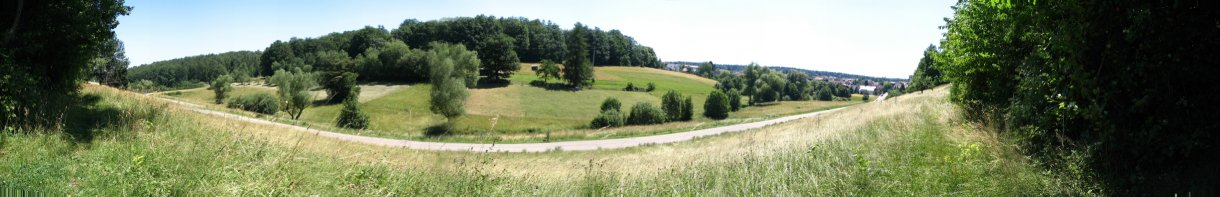
Panorama des Straubenhardter Wiesentals

Das „Wiesengrund-Lied“ trägt alle typischen Eigenschaften eines Volksliedes und ist eines der bekannten und wahrscheinlich auch eines der meistgesungenen deutschen Volkslieder. Bei der Krone der Volksmusik 2004 wählten 26 % der Zuschauer dieses Lied per TED zum beliebtesten volkstümlichen Lied. Ganzhorns Lied ist aber auch ein typisches Heimatlied, wobei er den Heimatbegriff nicht im Sinne von vaterländisch verstand, sondern seine Verbundenheit zur Heimat zum Ausdruck bringen wollte. 
Mit dem Wiesengrund hat Ganzhorn möglicherweise das Wiesental hinter dem Gasthof „Rössle“ in Conweiler gemeint, welches sich von Conweiler nach Feldrennach hinzieht. Das konnte aber nie sicher bewiesen werden.
In der Gemeinde Grafenau, etwa 8 km von Sindelfingen entfernt, wurde die „Wiesengrundhalle“ bei ihrer Erbauung 1996 nach einem Vorschlag der Grafenauer Bürger nach Ganzhorns Volkslied benannt. Unweit der Halle befindet sich die Stegmühle, im Jahre 1775 der Geburtsort von Wilhelms Vater, Johann Georg Ganzhorn.